# Подени (Сучава)
Подени (рум. Podeni) насеље је у Румунији у округу Сучава у општини Бунешти. Oпштина се налази на надморској висини од 297 m.

## Становништво
Према подацима из 2002. године у насељу је живело 473 становника, од којих су сви румунске националности.